# Weidenbach (Bajorország)
Weidenbach település Németországban, azon belül Bajorországban. Lakosainak száma 2462 fő (2023. december 31.). Weidenbach Ansbach, Merkendorf és Lichtenau községekkel határos.

## Népesség
A település népessége az elmúlt években az alábbi módon változott:
| Lakosok száma | 858  | 1344 | 2010 | 1994 | 2185 | 2190 | 2218 | 2257 | 2386 | 2462 |
|               | 1875 | 1950 | 1975 | 1987 | 2012 | 2014 | 2016 | 2017 | 2021 | 2023 |